# 二宮康
二宮 康（にのみや やすし、1980年2月20日 - ）は、日本のファッションモデル、俳優。大分県出身。メンズブランチ（イトーカンパニーグループ）所属を経て、2012年からドーモに所属。身長186cm。

## 来歴・人物
特技は殺陣。趣味はサッカー、スキューバダイビング。市民救命士の資格を保有している。
2002年にモデルとしてデビュー。2005年にミラノコレクションに出演。
2006年から俳優活動をはじめる。イトーカンパニー所属時に平野靖幸・武本健嗣とともに事務所非公認ユニット・OKTY3（掟破りの3匹）を結成していた。
2010年8月から2011年8月の間、俳優集団NAKED BOYZのメンバーとしても活動。グループ最年長者で、結成時に既に在籍上限年齢の30歳であった。

## 出演

### ドラマ
- ドコモインフォマーシャルドラマ「Spirit in the sky」 第12話（2007年、BS-i）
- ホタルノヒカリ 第1話（2007年7月11日、日本テレビ）
- GOLD 第6話（2010年8月、フジテレビ）
- ゲゲゲの女房 第123話（2010年9月、NHK）上官 役
- OLジュンコの小悪魔テクニック（2012年8月 - 11月、BeeTV）イシイ 役
- 仮面ライダーゴースト 第13話、第14話、第46話（2016年1月、テレビ朝日）田村長正/坂本龍馬 役

### テレビ番組
- 恋愛百景（2008年7月 - 2009年8月、テレビ朝日）

### 映画
- サクゴエ（2007年）若い衆・大俵 役
- インモラル 〜凍える死体〜（2008年）
- カイジ2 人生奪回ゲーム（2011年）黒服 役
- ネイキッドボーイズショートムービー「自分生中継」（2011年）審査員 役
- イトーチューブ Short Movie Collection「マネキン少女」（2011年）泥棒 役

### オリジナルビデオ・DVD
- トンパチ（2007年）
- たとえば、どこでもない、空の下で。（2008年）
- 実説・沖縄ヤクザ抗争 〜いくさ世アシバー上原勇一〜（2009年）

### 舞台
- 恭しき娼婦（2006年10月）フレッド 役
- 愛と不安の夏 〜原爆乙女たち・愛と勇気の軌跡〜（2007年7月）
- 二本足のケモノたち（2008年10月、BIG THREE THEATER）
- SCAPEGOAT（2009年7月、萬劇場）
- リセット3・2・1…（2010年2月、BIG THREE THEATER）
- ケセラッチョっ（2010年9月 - 10月、下北沢Geki地下Liberty）
- ハマリマン（2010年11月、新宿FACE）
- BADMAN（2011年7月、新宿FACE）
- さらば冬の殺し屋（2011年10月 - 11月、OFF・OFFシアター）
- HAGOROMO　葉衣（2015年）
- 相川欽也追悼公演　RUN FOR YOUR WIFE（2015年11月、キンケロ・シアター）

### CM
- NTTドコモ
  - ファミリー割引「離れていても」篇（2003年）
  - 「ライフ」篇（2004年）
- JOMO「みんなでJOMOへ」篇（2003年）
- スバル「アウトバック」（2005年）
- サントリー
  - 「ジョッキ生」（2006年）
  - 「ジョッキ生〜草野球〜」篇（2008年）
- VISAカード「実況」篇（2010年）
- 吉野家「牛鍋丼」（2010年）
- 資生堂MAQuillAGE「恋するチーク シミュレーター」（2013年、WebCM）カメラマン 役
- 東レ（2015年）
- イトーヨーカドー（2015年）

## モデル

### スチール
- NTTドコモ FOMA（2002年、新聞・雑誌広告）
- ペンタックス（2003年、雑誌広告）
- 丸井「丸井フレッシャーズ」（2003年）
- gouk（2004年、雑誌広告）
- コナミ「メタルギアソリッド3」（2004年）
- ミサワホーム (2015年)

### ファッションショー
- ミラノ・コレクション（2005年）
- ユニクロ（2005年）
- ジョルジオ・アルマーニ（2005年）
- サルヴァトーレ・フェラガモ（2005年）
- 東京コレクション2008-9 AUTUMN WINTER「GUT'S DYNAMITE CABARETS」（2008年）
- ミス・ユニバース・ジャパン2008（2008年） - ファイナリストエスコート
- moods of Norway（2008年）
- gouk